# Raimond-Bérenger II de Provence
Pour les articles homonymes, voir Raimond et Bérenger.
Ne doit pas être confondu avec Raimond-Bérenger II de Barcelone.
Raimond Bérenger III ou II (né vers 1136, tué en 1166) fut comte de Provence et Gévaudan et de Melgueil, vicomte de Carlat et de Millau de 1144 à 1166.

## Biographie
Raimond-Bérenger III de Provence était fils de Bérenger-Raimond, comte de Provence et de Gévaudan et vicomte de Carladès et de Millau, et de Béatrice, comtesse de Melgueil.
Son père fut tué lors d'un affrontement contre la république de Gênes, et son oncle Raimond-Bérenger IV, comte de Barcelone, prit la régence du comté de Provence pour le défendre. C'est ainsi que l'oncle est le plus souvent désigné comme Raimond-Bérenger II, comte de Provence, et le neveu comme Raimond-Bérenger III.
Les Guerres Baussenques, entamées sous son père, continuèrent jusqu'à la mort de son oncle, en 1162. En août 1161, il se rendit avec son oncle à Turin pour obtenir de l'empereur Frédéric Barberousse la confirmation de la possession du comté de Provence, lequel était en droit fief du Saint-Empire.
Il y rencontra Richezza de Pologne, veuve d'Alphonse VII de Castille, roi de Castille et de León, et fille de Ladislas II le Banni (1105 - 1159), duc de Cracovie et de Silésie. Il l'épousa en  1162, mais son oncle mourut pendant le voyage de retour.
Il eut une fille, Douce II, qui lui succéda.
Il reprit la guerre contre Gênes, mais mourut au printemps 1166, alors qu'il assiégeait Nice.